# Robin Olds
Robin Olds (nascut Robert Oldys Jr.; 14 de juliol de 1922 - 14 de juny de 2007) va ser un pilot de caça i oficial general nord-americà de la Força Aèria dels Estats Units (USAF). Va ser un "triple as" , amb un total combinat de 17 victòries a la Segona Guerra Mundial i a la Guerra del Vietnam. Es va retirar el 1973 com a general de brigada, després de 30 anys de servei.
Fill del major general de les Forces Aèries de l'exèrcit dels Estats Units, Robert Olds, educat a West Point, i producte d'una educació en els primers anys del Cos Aeri de l'exèrcit dels Estats Units, Olds va personificar el jove pilot de caça de la Segona Guerra Mundial. Va romandre al servei quan es va convertir en la Força Aèria dels Estats Units, tot i que sovint estava en desacord amb el seu lideratge, i va ser un dels seus pilots pioners. Aconseguint el comandament de dues ales de caça, Olds és considerat entre els historiadors de l'aviació i els seus companys, com el millor comandant d'ala de la Guerra del Vietnam, tant per les seves habilitats de lluita aèria com per la seva reputació com a líder de combat.
Olds va ser ascendit a general de brigada després de tornar del Vietnam, però no va ocupar cap altre comandament important. La resta de la seva carrera la va passar en llocs no operatius, com a comandant de cadets a l'Acadèmia de la Força Aèria dels Estats Units i com a oficial a l'Oficina d'Inspector General de la Força Aèria. La seva incapacitat per augmentar com a oficial general s'atribueix tant a les seves opinions inconformistes com a la seva inclinació per beure.
Olds va tenir una carrera i una vida molt publicitades, inclòs el matrimoni amb l'actriu de Hollywood Ella Raines. De jove també va ser reconegut per les seves habilitats atlètiques tant a l'escola secundària com a la universitat, sent nomenat All-American com a jugador de línia al futbol universitari.

## Biografia
Olds va néixer Robert Olds Jr. a Honolulu, Hawaii, el 14 de juliol de 1922, en una família de l'exèrcit i va passar gran part de la seva infància a Hampton, Virgínia, on va assistir a l'escola primària i secundària. El seu pare va ser el capità (després major general) Robert Oldys (després Olds), un pilot instructor a França durant la Primera Guerra Mundial, antic ajudant del general de brigada Billy Mitchell de 1922 a 1925, i un important defensor del bombardeig estratègic al cos aeri. La seva mare, Eloise Karine Oldys, va morir quan Robin tenia quatre anys i va ser criat pel seu pare. Va tenir un germà petit, Stevan Meigs, dos germanastres paterns més joves, Sterling Meigs "Dusty" i Frederick A., nascuts del tercer matrimoni del seu pare amb Helen Post Sterling i un germà matern més gran, Carter Nott, va néixer del primer matrimoni de la seva mare amb Frederick Dickson Nott.
Va créixer principalment a Langley Field, Virgínia, Olds pràcticament va establir contactes diaris amb el petit grup d'oficials que dirigirien les Forces Aèries de l'Exèrcit a la Segona Guerra Mundial (un veí era el major Carl Spaatz, destinat a convertir-se en el primer cap d'estat major de l'USAF) i, com a resultat, estava imbuït d'una dedicació inusualment forta al servei aeri i, per contra, amb una baixa tolerància cap als oficials que no exhibien el mateix. El 10 de novembre de 1925, el seu pare va aparèixer com a testimoni en nom de Billy Mitchell durant el consell de guerra de Mitchell a Washington, DC. Va portar Robin, de tres anys, al jutjat, vestit amb un uniforme del servei aeri , i va posar amb ell per als fotògrafs dels diaris abans de declarar.
Olds va volar per primera vegada als vuit anys, en un biplà de cabina oberta operat pel seu pare. Als 12 anys, Olds va fer que assistir a l'Acadèmia Militar dels Estats Units a West Point fos un objectiu per assolir els seus objectius de convertir-se en oficial i aviador militar, així com jugar a futbol.
El seu pare va ser nomenat comandant del pioner Boeing B-17 Flying Fortress equipat al 2n Grup de Bombardeig a Langley Field l'1 de març de 1937, i va ser ascendit a tinent coronel el 7 de març. Olds va assistir a la Hampton High School on va ser elegit president de la seva classe tres anys successius, i va jugar a futbol universitari de secundària en un equip que va guanyar el campionat estatal de Virgínia el 1937. Olds era agressiu, fins i tot mesquí, com a jugador, i va rebre ofertes per assistir a l'Institut Militar de Virginia i al Dartmouth College amb beques de futbol.
En lloc d'entrar a la universitat després de graduar-se el 1939, Olds es va matricular a l'escola preparatòria Millard per a West Point a Washington, DC , una escola creada per preparar els homes per als exàmens d'accés a les acadèmies militars. Quan l'Alemanya nazi va envair Polònia el 1939, Olds va intentar unir-se a la Royal Canadian Air Force, però es va veure frustrat per la negativa del seu pare a aprovar els seus documents d'allistament. Olds va completar Millard Prep i va sol·licitar l'admissió a l'Acadèmia Militar dels Estats Units a West Point. Després d'haver rebut un compromís condicional per a la nominació del congressista de Pennsilvània J. Buell Snyder , Olds es va traslladar a Uniontown, Pennsilvània , on va viure a la YMCA i es va mantenir fent feines ocasionals. Va aprovar l'examen d'ingrés de West Point i va ser acceptat a la classe de 1944 l'1 de juny de 1940. Va ingressar a l'acadèmia un mes després, però després de l'atac japonès a Pearl Harbor, Olds va ser enviat a l'Escola Spartan d'Aeronàutica de Tulsa, Oklahoma, per a l'entrenament de vol . Aquest entrenament va acabar un any més tard pel Nadal de 1942. Olds va tornar a West Point, amb l'esperança de graduar-se aviat i veure acció a la guerra.

### West Point i el futbol

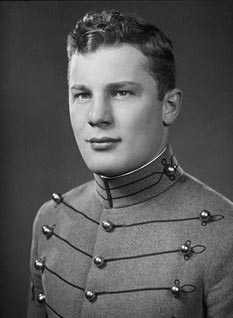
Olds com a cadet a West Point

Com a plebe, Olds va jugar a futbol en un equip de primer any que va començar la temporada amb tres derrotes però va acabar 3–4–1, mentre que la universitat només va guanyar un partit en la seva segona temporada derrotada consecutiva. Com a resultat, el nou superintendent de l'acadèmia , el major general Robert L. Eichelberger, va substituir l'entrenador en cap (un oficial de l'exèrcit) pel coronel Earl "Red" Blaik, graduat el 1920 i entrenador en cap a Dartmouth, que havia reclutat Olds el 1939.
Olds va jugar a l' equip de futbol universitari tant el 1941 com el 1942. Amb 6 peus i 2 polzades d'alçada (1,88 m) i un pes de 205 lliures (92 kg), va jugar tant en atac com en defensa, escrivint ambdues temporades. El rècord de l'exèrcit el 1941 va ser de 5–3–1, amb victòries sobre The Citadel, VMI, Yale, Columbia i West Virginia, un empat sense gols amb Notre Dame, i derrotes davant Harvard, Penn i Navy. La pèrdua davant els guardiamarines va ser seguida vuit dies més tard per l'atac a Pearl Harbor.
El 1942 va ser nomenat pel Collier's Weekly com el seu "Lineman of the Year" i per Grantland Rice com el "Jugador de l'any". Olds també va ser seleccionat com a All-American, ja que els cadets van compilar un rècord de 6–3, superant Lafayette College, Cornell, Columbia, Harvard, VMI i Princeton, i caient a Notre Dame, Penn i Navy. En el partit Army-Navy de 1942, que es va jugar a Annapolis en comptes de Filadèlfia, a Olds li van caure les dues dents davanteres superiors quan va rebre un cop d'avantbraç a la boca mentre feia un tackle. Olds va tornar al joc i, segons es diu, va ser aplaudit per la tercera i quarta classe de la Marina, que van ser assignades com a secció d'animació de l'exèrcit quan les restriccions de viatge en temps de guerra van impedir que el Cos de Cadets hi assistís. El 1985 Olds va ser consagrat al Saló de la Fama del Futbol Universitari.
Olds va desenvolupar sentiments ambivalents sobre West Point, admirant la seva dedicació a "Deure, Honor, País", però pertorbat per la tendència de molts oficials tàctics a distorsionar el propòsit del seu codi d'honor. El març de 1943, Olds va ser recolzat per un oficial quan tornava de l'excedència a la ciutat de Nova York , i el va obligar sota pena d'una violació d'honor a admetre que havia consumit alcohol. La infracció el va reduir en rang de capità cadet a cadet soldat, caracteritzat per Olds a les seves memòries com "només el segon cadet de la història de West Point a guanyar aquest dubtós honor".
Va fer visites de càstig a peu fins al dia de la seva graduació al juny. L'incident va deixar la seva empremta en Olds de manera que quan es va convertir en comandant de cadets a l'Acadèmia de la Força Aèria, l'ús del Codi d'Honor com a instrument d'integritat més que com a eina per a l'aplicació de la disciplina es va convertir en un punt d'èmfasi en la seva administració. Durant els seus anys a l'Acadèmia, Olds també va adquirir un fort menyspreu pel treball en xarxa d'antics alumnes , comunament anomenat "ring knocking", fins al punt que va fer tot el possible per ocultar els seus antecedents a West Point.
Mitjançant una acta del Congrés l'1 d'octubre de 1942, durant el segon curs d'Olds , l'acadèmia va començar un pla d'estudis de tres anys durant la guerra per als cadets que entraven després de juliol de 1939. Els cadets que sol·licitaven el Cos de l'Aire van ser classificats com a cadets de l'aire, amb un pla d'estudis modificat que proporcionava entrenament de vol però eliminava la Topografia Militar i els Gràfics necessaris per als Cadets de Terra. La classe d'Olds va rebre un curs abreviat de segona classe fins al 19 de gener de 1943, quan va començar un curs abreujat de primera classe.
Olds va completar l'entrenament primari l'estiu de 1942 a l'Spartan School of Aviation de Tulsa, Oklahoma, i la formació bàsica i avançada a Stewart Field, Nova York. 208 cadets, inclòs Olds, van completar el curs, mentre que cinc companys van morir en accidents. Olds va rebre personalment les seves ales de pilot de mans del general Henry H. Arnold el 30 de maig de 1943, i es va graduar l'1 de juny com a membre de la promoció de juny de 1943 , 194è en mèrit general de 514 graduats.

### Pilot de caça de la Segona Guerra Mundial

#### Missions amb el P-38 Lightning

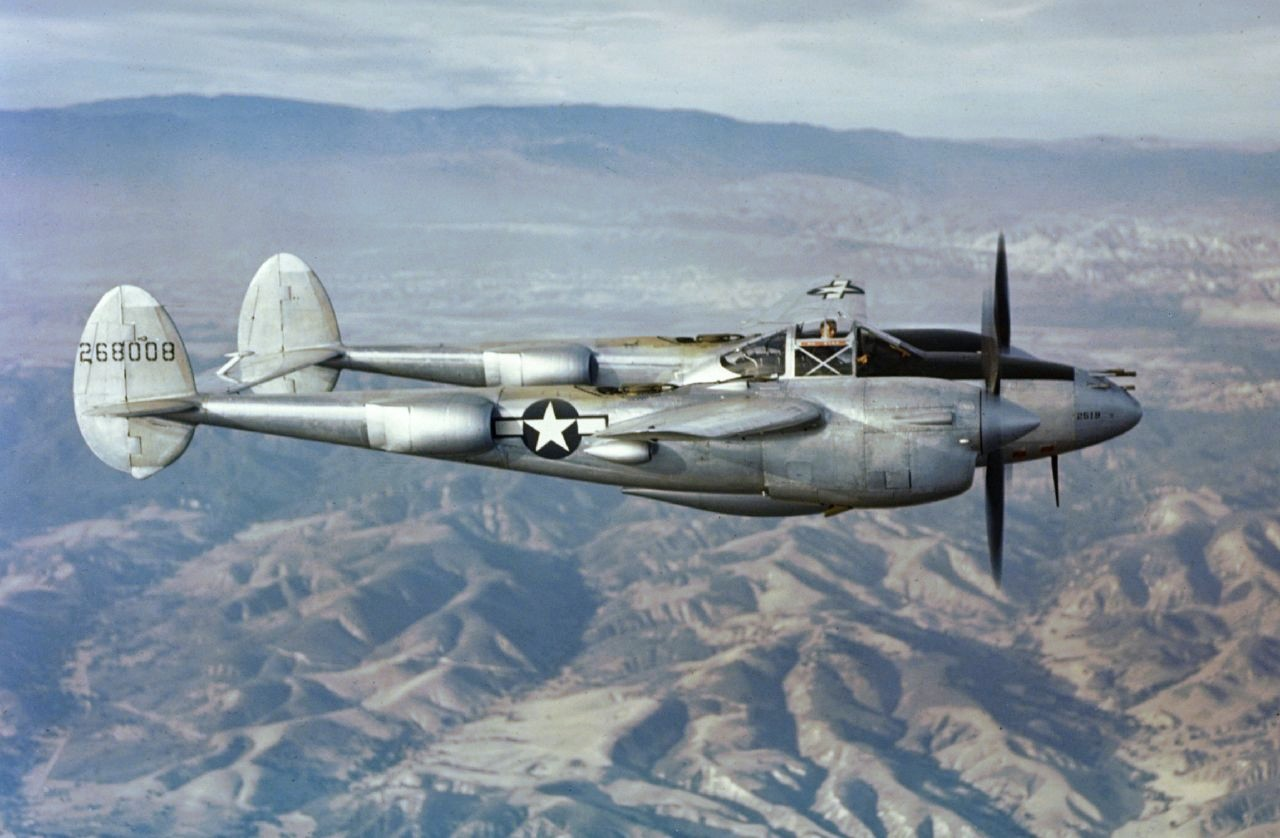
P-38J Lightning

El tinent de segona Olds va completar l'entrenament de pilot de caça amb el 329è Grup de Caces, una unitat d'entrenament operatiu amb seu a la Grand Central Air Terminal a Glendale, Califòrnia . El seu entrenament inicial en bimotor a Williams Field, Arizona, va ser al Curtiss AT-9, seguit d'un entrenament de caça de transició al Lockheed P-38 Lightning en la seva variant P-322. Després de l'entrenament d'artilleria a Matagorda, Texas, a la primera meitat d'agost de 1943, va ser assignat a l'entrenament en fase P-38 al camp aeri de l'exèrcit de Muroc , Califòrnia.
Olds va ser ascendit a tinent de primera l'1 de desembre de 1943. A principis de 1944 va passar a formar part del quadre assignat per formar el recentment activat 434è Esquadró de Caces i el seu pare 479è Grup de Caces, amb seu a Lomita, Califòrnia. Olds va registrar 650 hores de temps de vol durant l'entrenament, incloses 250 hores al P-38 Lightning, ja que el 479è va desenvolupar la seva competència com a grup de combat. Va sortir de l'àrea de Los Angeles el 15 d'abril cap a Camp Kilmer , Nova Jersey , i es va enviar a bord de l'USS Argentina cap a Europa el 3 de maig. El 479è va arribar a Escòcia el 14 de maig, i es dirigí cap a RAF Wattisham, on va arribar l'endemà.
El 479 va començar el combat el 26 de maig, realitzant missions d'escorta de bombarders i atacant objectius de transport a la França ocupada abans de la invasió de Normandia. Olds va fer volar un nou P-38J Lightning que va batejar Scat II. Cap de tripulació d'Olds, T/Sgt. Glen A. Wold, va dir que va mostrar un interès immediat en el manteniment d'avions i va aprendre el servei d'emergència amb Wold. També va insistir que el seu avió fos encerat per reduir la resistència de l'aire i va ajudar el seu equip de manteniment a dur a terme les seves tasques. El 24 de juliol Olds va ser ascendit a capità i es va convertir en cap de vol i més tard cap d'esquadra. Després d'una missió de bombardeig de pont de baix nivell a Montmirail, França , el 14 d'agost, Olds va abatre el seu primer avió alemany, un parell de Focke-Wulf Fw 190s.
En una missió d'escorta a Wismar el 23 d'agost, el seu vol es trobava a l'extrem esquerre de la formació de la línia del grup i es va trobar amb 40–50 Messerschmitt Bf 109 prop de Wittenberge, volant cap al nord a la mateixa altitud de 28.000 peus (8.500 m) en una formació solta de tres grans vees. Olds va girar el seu vol a l'esquerra i va començar una persecució de deu minuts en què van pujar a l'alçada per sobre i darrere dels alemanys. Per sobre de Bützow , sense ser detectats pels alemanys, Olds i el seu lateral van llençar els seus dipòsits de combustible i van atacar, tot i que el segon element del vol no havia pogut mantenir el ritme durant l'ascens.
Just quan Olds va començar a disparar, ambdós motors del seu P-38 van sortir de l'esgotament del combustible; en l'emoció de l'atac s'havia oblidat de canviar als seus dipòsits de combustible interns. Va continuar atacant en "mode de pal mort", colpejant el seu objectiu al fuselatge i disparant part del capó del motor. Després de danyar mortalment el Bf 109, es va llançar i va reiniciar els seus motors. Malgrat els danys de batalla al seu propi avió, inclosa la pèrdua d'una finestra lateral del seu dosser, Olds en va abatre dos durant la baralla de gossos i un altre de camí cap a casa per convertir-se en el primer as del 479th FG. El seu informe de combat per a aquesta data va concloure:
| « | Encara en una immersió poc profunda, vaig observar un P-38 i un Me 109 fent voltes i voltes. Semblava que el 38 necessitava ajuda, així que vaig començar a baixar. A uns 4.000 peus (1.200 m), el Jerry, encara fora del meu rang, va girar sota meu i lleugerament cap a la dreta. Em vaig girar d'esquena, seguint-lo i li vaig donar una ràfega ineficaç a llarga distància. En aquest moment viatjava a més de 500 mph (800 km/h). La meva finestra esquerra va sortir arrencada, espantant-me. Vaig pensar que m'havia afectat part del foc terrestre que havia observat als voltants. Vaig recuperar el control de l'avió i vaig sortir per sobre d'un camp de blat. Vaig intentar contactar amb el vol per reconèixer-me, però vaig observar un Me 109 fent una passada cap a mi des de les set en punt. Vaig trencar l'esquerra tan bé com va poder el meu avió i el Jerry va superar. Em vaig redreçar i li vaig donar un esclat. Va girar fort cap a l'esquerra i vaig disparar una mica més. Va passar just per sobre meu i jo em vaig lliscar en un Immelmann. Quan em vaig redreçar a la part superior, vaig veure que el pilot saltava. | » |

Encara que al segon episodi de la primera temporada de la sèrie Dogfights Robin Olds explica aquest record del P-38 que necessita ajuda amb alguna variació. Diu: "Vaig continuar a la lluita, en vaig aconseguir un altre, BE (el seu ala) en va aconseguir dos més amb una passada. Aleshores vaig mirar cap avall i hi havia un P-51 Mustang nord-americà , i d'on venia; ni idea". Aleshores, el narrador diu als espectadors que el P-51 Mustang està sent perseguit per dos Bf 109. Olds es va llançar per ajudar i en la seva emoció es va llançar massa ràpid. Això el va portar a estar subjecte a la compressibilitat. En arribar a l'aire més dens a cotes més baixes va recuperar el control del seu P-38 i va tirar cap amunt. Això va fer que la seva finestra del dosser es volgués a causa de l'excés de forces G. Va dir: "Sembla una exageració, però vaig aconseguir sortir, just a sobre d'aquest camp de blat a prop de la ciutat de Rostock". Això el va convertir en un dels pocs que s'han recuperat d'un esdeveniment de compressibilitat. "Després d'això en tenia prou, estava a punt per tornar a casa" Però una sèrie de focs traçadors el va portar de nou a la lluita, mentre un Bf 109 apareixia per darrere sobre ell. Sopesant les seves opcions, va decidir arriscar-ho tot i va planejar. Tot estirant amb força el jou i girant fort a l'esquerra a 90°. Això el va fer caure en una parada d'alta velocitat , l'equivalent de combat aeri a bloquejar els frens. El Bf 109 va passar per sota i, mentre feia rodar el morro cap avall, va disparar, traient el Bf 109 abans de tornar a casa.
Va fer vuit reclamacions mentre pilotava el P-38 (cinc de les quals són suportades per l'Agència d'Investigació Històrica de la Força Aèria) i originalment es va acreditar com el pilot P-38 amb més puntuació del Teatre Europeu d'Operacions.

#### Pilot del P-51 Mustang
El 479th FG es va convertir al P-51 Mustang a mitjans de setembre. En el seu segon vol de transició, en el punt d'aterratge durant l'aterratge, Olds va aprendre una lliçó de "falsa confiança" quan el poderós parell del caça monomotor el va obligar a fer un bucle a terra després que el Mustang va sortir de la pista. Olds va abatre un Fw 190 en el seu nou Scat VI el 6 d'octubre durant una salvatge batalla prop de Berlín en la qual gairebé va ser abatut pel seu propi wingman. Va completar la seva primera gira de combat el 9 de novembre de 1944, acumulant 270 hores de temps de combat i sis victòries.

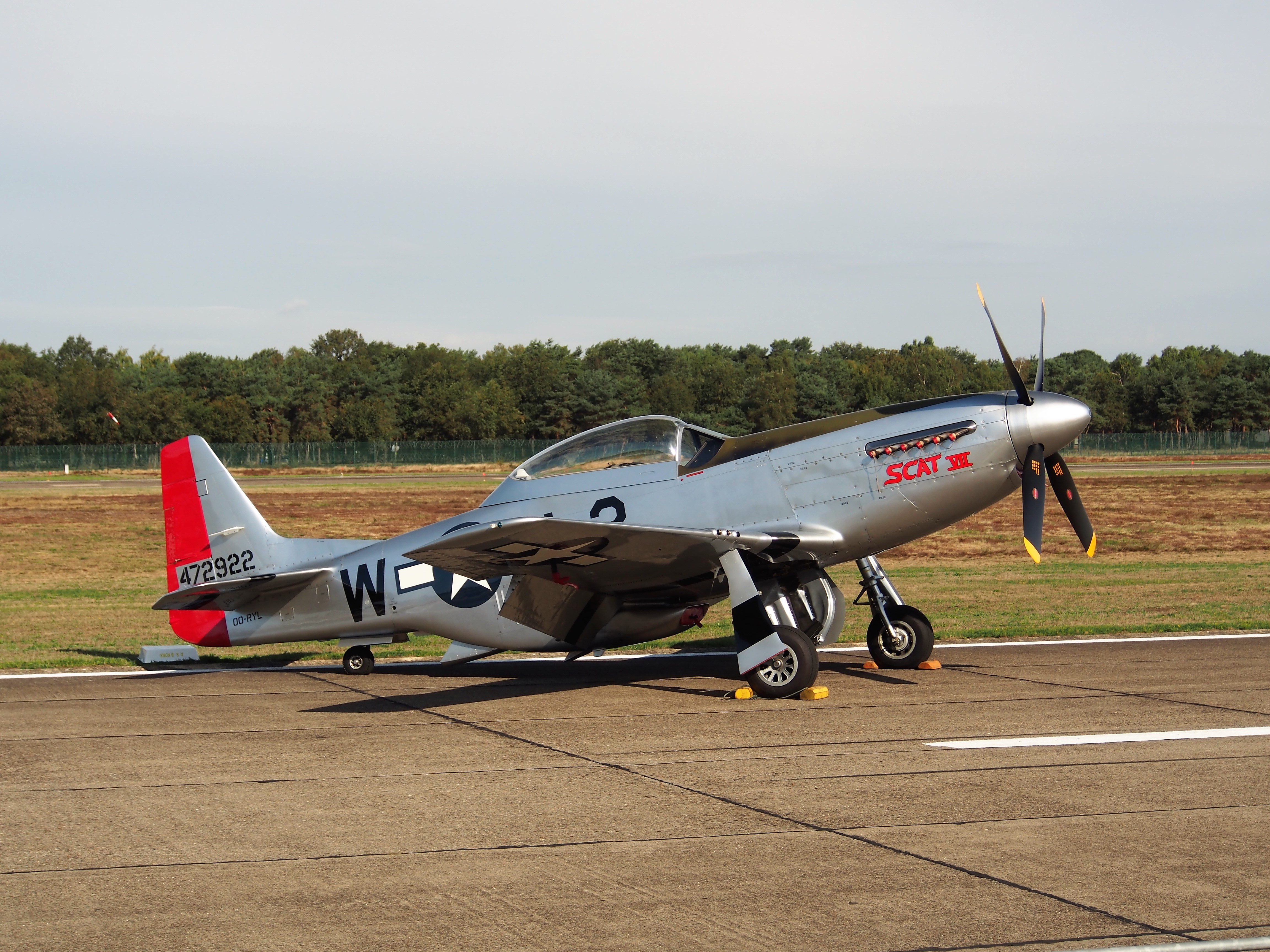
El P-51 Scat VII d'Olds (situat i registrat a Bèlgica). Va sobreviure a la Segona Guerra Mundial i es conserva en el seu esquema de colors de la guerra.

Després de tornar als Estats Units per a un permís de dos mesos, Olds va començar una segona gira completa a Wattisham el 15 de gener de 1945. Se li van assignar funcions com a oficial d'operacions del 434è esquadró de caces. Ascendit a major el 9 de febrer de 1945, Olds va aconseguir la seva setena victòria al sud-est de Magdeburg  el mateix dia, abatent un altre Bf 109. El 14 de febrer, va aconseguir tres victòries, dos Bf 109 i un Fw 190, però un dels primers només es va acreditar com a "probable".

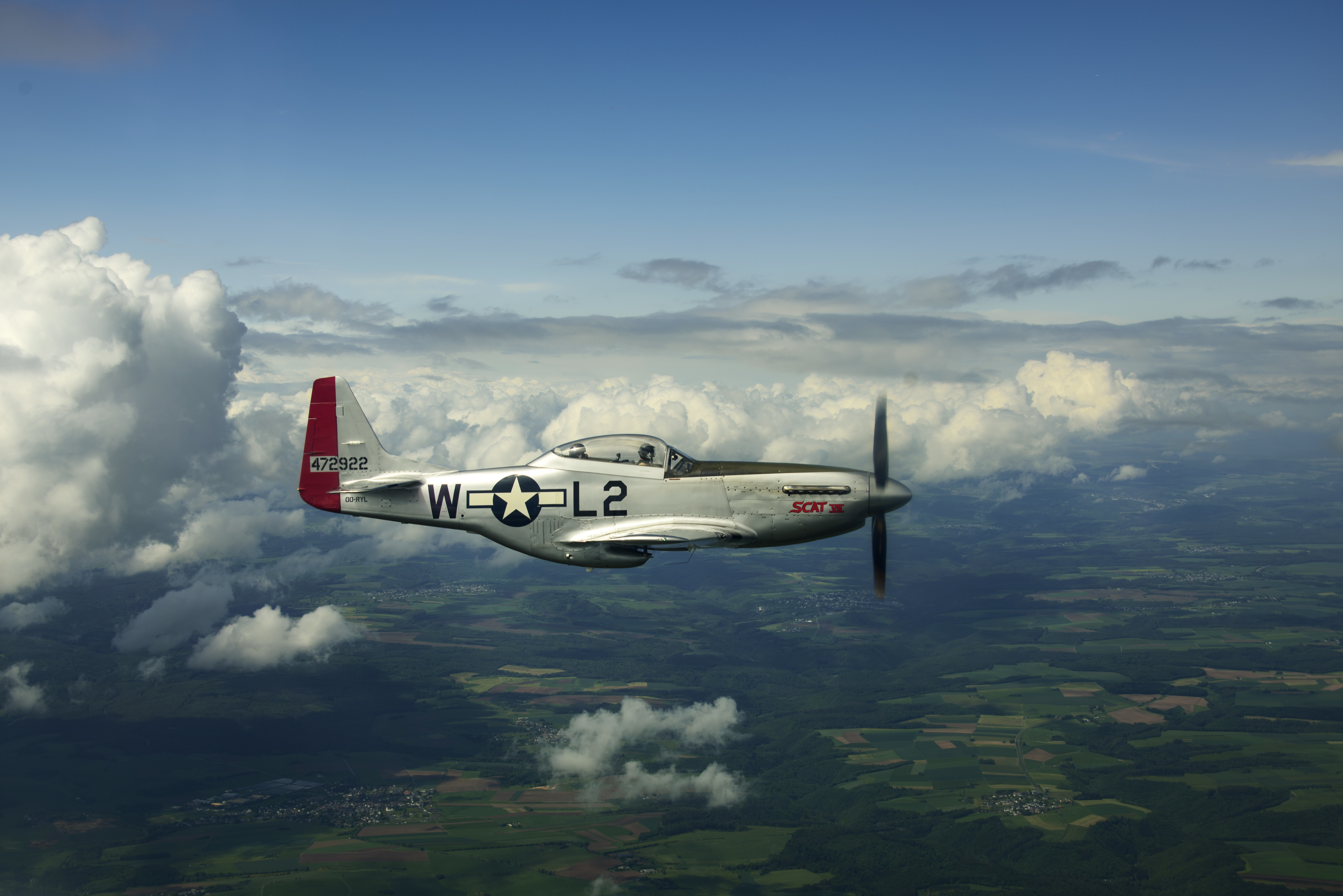
El P-51 Scat VII d'Olds en vol el 2019

La seva darrera victòria aèria de la Segona Guerra Mundial va tenir lloc el 7 d'abril de 1945, quan Olds, a bord del Scat VI va dirigir el 479th Fighter Group en una missió que escortava els B-24 bombardejant un dipòsit de municions a Lüneburg. L'enfrontament va marcar l'única aparició de combat del Sonderkommando Elbe, un esquadró de la Força Aèria alemanya format per abatre els bombarders aliats. Al sud de Bremen , Olds va notar estels que apareixien per sobre d'un banc de núvols cirrus , d'avions volant per sobre i a l'esquerra dels bombarders. Durant cinc minuts aquests bogeys van anar en paral·lel al corrent dels bombarders mentre que la 479a va mantenir l'estació. Girant-se per investigar, Olds va veure que parelles de Me 262 es giraven cap als Liberators i es van abatre. Després de danyar un dels avions en una persecució destinada a atreure l'escorta dels caces lluny dels bombarders, els Mustang van tornar al corrent dels bombarders. Olds va observar un Bf 109 del Sonderkommando Elbe atacar els bombarders i abatre un B-24. Olds va perseguir el Bf 109 a través de la formació i el va abatre.
Olds va aconseguir la major part dels seus crèdits d'ametrallament la setmana següent en atacs als aeròdroms de Lübeck Blankensee i Tarnewitz el 13 d'abril, i a l'aeròdrom de Reichersberg a Àustria el 16 d'abril, quan va destruir sis avions alemanys a terra. Més tard va reflexionar sobre els perills d'aquestes missions:
| « | Em van colpejar un atac antiaeri mentre sortia d'un pas de busseig en un camp d'aviació anomenat Tarnewitz, al Bàltic. Cinc P-51 van fer una passada a l'aeròdrom aquell dia d'abril. Vaig ser l'únic que va tornar a casa... Quan vaig provar les característiques de parada del meu ocell ferit sobre el nostre camp d'aviació, vaig trobar que va deixar de volar a una mica més de 175 mph (282 km/h) indicat i va rodar violentament cap a l'ala morta (nota: el flap dret havia estat volat i dos grans forats a la mateixa ala). Què fer? El rescat semblava la resposta lògica, però aquí és on el sentiment es va posar en el camí de la raó. Aquell avió (nota: "Scat VI") m'havia fet passar moltes coses i estava maleït si anava a renunciar a ell... per què l'ocell i jo vam sobreviure a la carrera de carenes, rebots i salts al llarg de la camp, suposo que mai ho sabré. | » |

Olds no només havia pujat de rang fins al grau de camp, sinó que va rebre el comandament del seu esquadró el 25 de març, a menys de dos anys de West Point i amb només 22 anys d'edat. Al final del seu servei de combat, se li van acreditar oficialment 13 avions alemanys abatuts i 11,5 més destruïts a terra. Olds es va convertir en un as en les seves dues gires de combat i va rebre dues vegades l'Estrella de Plata, per la missió del 25 d'agost i pels èxits d'ell mateix i del seu esquadró durant les seves gires combinades.
Tal com reconeix l'American Fighter Aces Association, Olds va ser l'únic pilot que va "fer as" tant al P-38 (5 victòries) com al P-51 (8 victòries).

### Tornada als Estats Units
Tornant als Estats Units després de la guerra, Olds va ser assignat a West Point com a entrenador assistent de futbol de Red Blaik. Aparentment resentit per molts membres del personal pel seu ràpid ascens de rang i la gran quantitat de condecoracions de combat, Olds es va traslladar el febrer de 1946 al 412è Grup de Caces a March Field, Califòrnia, per pilotar el Lockheed P-80 Shooting Star, que va començar una lluita professional durant tota la seva carrera amb els superiors que considerava més una promoció que una ment de guerrer.
L'abril de 1946, ell i el tinent coronel John C. "Pappy" Herbst van formar el que creia que era el primer equip de demostració acrobàtica de reacció de la Força Aèria. A finals de maig, el 412th va rebre l'ordre d'emprendre el Projecte Comet un vol de formació massiva transcontinental de nou ciutats. Olds i Herbst van realitzar una rutina acrobàtica de dos aeronaus que va emocionar la multitud a cada parada, el més destacat va ser una escala de tres dies a Washington, DC Al juny, Olds va ser un dels quatre pilots que van participar en el primer dia, a l'alba- vol transcontinental d'anada i tornada fins al capvespre de March Field a Washington, DC
Les actuacions de demostració d'avions amb Herbst van acabar tràgicament el 4 de juliol de 1946, quan Herbst es va estavellar a l'hipòdrom de Del Mar després que el seu avió s'aturés durant un bis del seu final rutinari en què els P-80 van fer un bucle mentre estaven configurats per aterrar. Més tard aquell mateix any Olds va aconseguir el segon lloc a la Thompson Trophy Race (Jet Division) de les Cleveland National Air Races a Brook Park, Ohio , durant el cap de setmana del Dia del Treball. En aquesta primera cursa d'avions de "curs tancat", sis P-80 van competir entre ells en un recorregut de tres pilones de 30 milles de longitud.

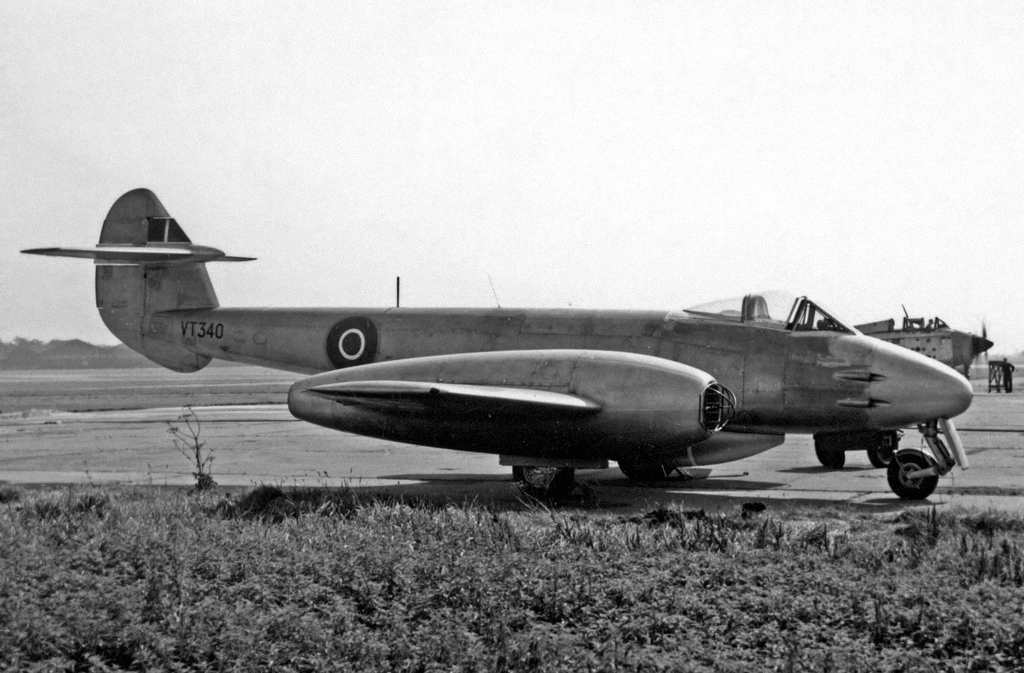
RAF Gloster Meteor

Olds va anar a Anglaterra sota el programa d'intercanvi de la Força Aèria dels Estats Units/Reial Força Aèria el 1948. Volant amb el caça Gloster Meteor, va comandar l'esquadró número 1 a l'estació de la Royal Air Force Tangmere entre el 20 d'octubre de 1948 i el 25 de setembre de 1949, el primer estranger a comandar una unitat de la RAF en temps de pau. Després de la seva assignació d'intercanvi, Olds va tornar a March AFB per convertir-se en oficial d'operacions del 94è Esquadró de Caces del 1r Grup de Caces, volant amb F-86A Sabres, el 15 de novembre de 1949.
Olds va ser assignat al comandament del 71è Esquadró de Caces, que aviat es va deslligar del 1r FG al Comandament de Defensa Aèria i amb seu a l'aeroport de Greater Pittsburgh a Pennsilvània. Com a resultat, va perdre el servei a la Guerra de Corea malgrat les repetides sol·licituds d'assignació de combat. Desanimat i en desacord amb la Força Aèria, en la qual se'l considerava un iconoclasta, Olds, segons s'informa, estava en procés de dimissió quan un mentor, el major general Frederic H. Smith Jr., el va convèncer de renunciar, el va portar a treballar al quarter general del Comandament de Defensa Aèria de l'Est a Stewart AFB , Nova York.
Ascendit a tinent coronel el 20 de febrer de 1951 i a coronel el 15 d'abril de 1953, quan només tenia trenta anys i poc menys de deu anys des de la seva graduació a West Point, Olds va servir sense entusiasme en diverses tasques de personal fins que va tornar a volar el 1955. Al principi, a l'estat major de comandament de la 86a Ala de Caces-Interceptors a la Base Aèria de Landstuhl, Alemanya Occidental, Olds va comandar el seu 86è Grup de Caces-Interceptors equipat amb Sabre des del 8 d'octubre de 1955 fins al 10 d'agost de 1956. Va ser nomenat cap del Centre de Competència d'Armes a la base aèria de Wheelus, Líbia , a càrrec de tot l'entrenament d'armes de caça per a les Forces Aèries dels Estats Units a Europa fins al juliol de 1958.
Olds va tenir tasques administratives i de personal al Pentàgon entre 1958 i 1962 com a cap adjunt de la Divisió de Defensa Aèria, la seu de la USAF. En aquest encàrrec va preparar una sèrie de documents, iconoclastes a l'època, que aviat es van convertir en profètics, incloent la identificació de la necessitat de municions convencionals millorades (anunciant l'"escassetat de bombes" de la guerra del Vietnam), i la manca de cap mena seriosa d'entrenament aeri tàctic en la guerra convencional. De novembre de 1959 a març de 1960, la seva secció va treballar intensament per desenvolupar un programa que reduís tota l'estructura de l'ADC amb el propòsit de generar 6.500 milions de dòlars per a finançament classificat per desenvolupar l' avió de reconeixement Lockheed SR-71 Blackbird. Després de la seva assignació al Pentàgon, Olds va assistir al National War College de Washington DC, i es va graduar el 1963.
A continuació, Olds es va convertir en el comandant de la 81a Ala de Caça Tàctica a RAF Bentwaters, Anglaterra, una ala de caces bombarders McDonnell F-101 Voodoo, el 8 de setembre de 1963. La 81a TFW era una unitat de combat important a les Forces Aèries dels Estats Units a Europa , amb totes dues un paper tàctic de bombardeig nuclear i convencional de suport a l'OTAN. Olds va comandar l'ala fins al 26 de juliol de 1965. Quan el seu comandant adjunt d'operacions, Olds va portar amb ell el coronel Daniel "Chappie" James Jr., a qui havia conegut durant la seva assignació al Pentàgon i que es convertiria en el primer general de 4 estrelles de la Força Aèria afroamericà. James i Olds van treballar estretament junts durant un any com a equip de comandament i van desenvolupar una relació tant professional com social que es va renovar més tard en combat.
Olds va formar un equip de demostració per a l'F-101 utilitzant pilots de la seva ala, sense autorització de comandament, i va actuar en una jornada de portes obertes de la Força Aèria a Bentwaters. Va afirmar que el seu superior de la Tercera Força Aèria va intentar fer-lo passar a la cort marcial, però el comandant de l'USAFE , el general Gabriel P. Disosway, va autoritzar la seva destitució del comandament del 81è TFW, la cancel·lació d'un premi recomanat de la Legió del Mèrit i trasllat a la seu de la Novena Força Aèria a la Base de la Força Aèria de Shaw, Carolina del Sud
El setembre de 1966, Olds va ser seleccionat per comandar una ala de McDonnell Douglas F-4C Phantoms al sud-est asiàtic. En el camí, va organitzar amb la 4453a Ala d'Ensinistrament de la Tripulació de Combat, Base de la Força Aèria Davis-Monthan, Arizona , (on el coronel James era ara comandant adjunt d'operacions) per ser revisat al Phantom, completant el programa de 14 passos en només cinc dies. El seu instructor va ser el major William L. Kirk, l'oficial d'estandardització i avaluació de la 4453a CCTW, que havia estat un dels pilots d'Olds a la RAF Bentwaters, i que més tard va comandar les Forces Aèries dels Estats Units a Europa com a general. Kirk va acompanyar a Olds per practicar el llançament dels míssils AIM-7 Sparrow i AIM-9 Sidewinder a la gamma de míssils Point Mugu mentre Olds es dirigia a la base de la Força Aèria Travis per al seu vol xàrter a l'estranger. Olds va recompensar Kirk concedint-li un trasllat al seu comandament a Tailàndia el març de 1967.

### Vietnam

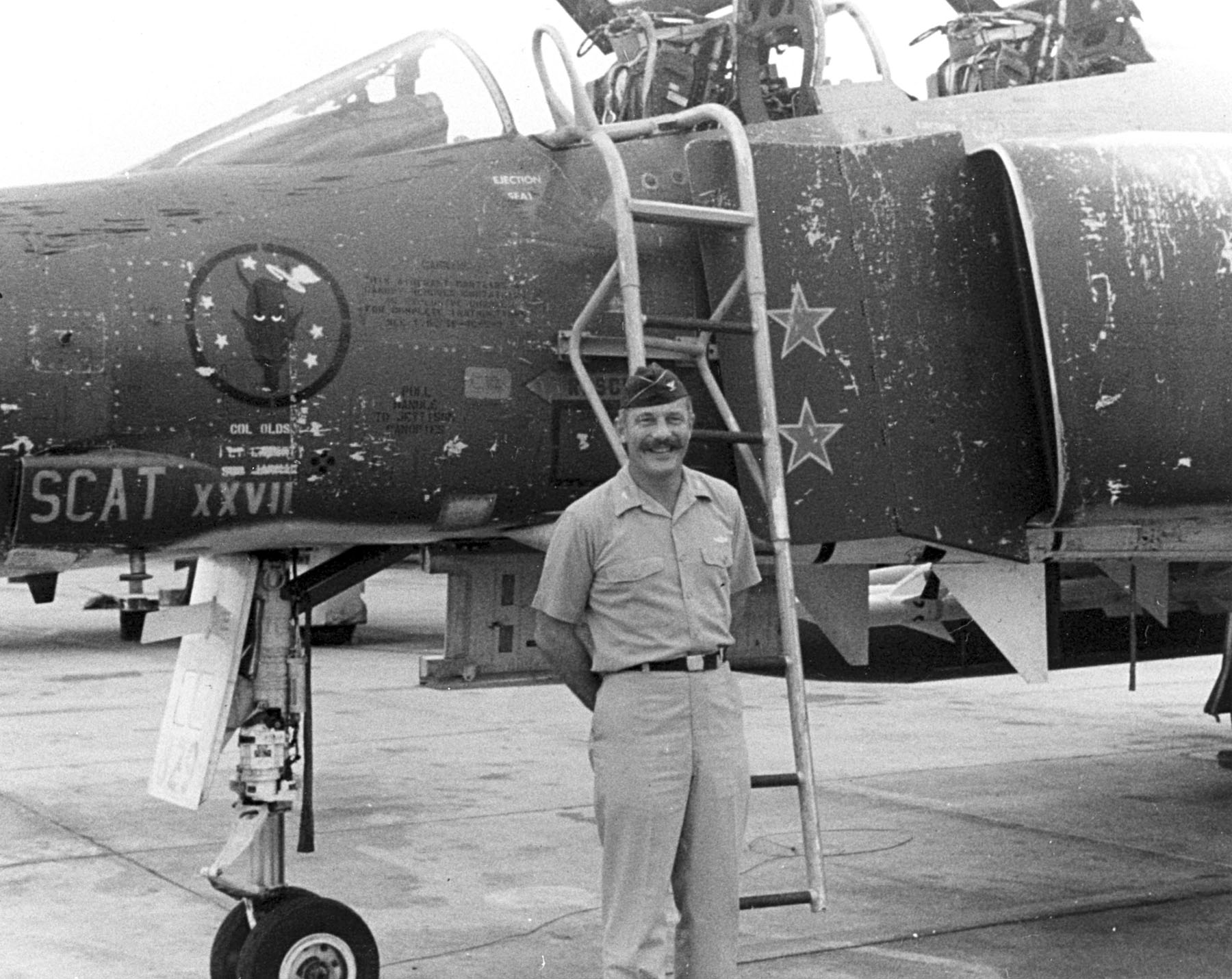
Robin Olds al costat de l'F-4C Phantom II "Scat XXVII", que va volar durant la seva gira de combat entre 1966 i 1967 com a 8th TFW CO. Per sobre de les marques "Scat", aquest avió també mostra la insígnia del 433rd Tactical Fighter Squadron, sobrenomenat els "Àngels de Satanàs".

El 30 de setembre de 1966, Olds va prendre el comandament de la 8a Ala Tàctica de Caces, amb base a la base de la Força Aèria Reial Tailandesa d'Ubon. La manca d'agressivitat i sentit de propòsit a l'ala havia portat al canvi de comandament (el predecessor d'Olds havia volat només 12 missions durant els 10 mesos que l'ala havia estat en combat). El coronel de 44 anys també va marcar el to per a la seva etapa de comandament col·locant-se immediatament a l'horari de vol com a pilot novell sota els seus oficials menors, i després desafiant-los a entrenar-lo correctament perquè aviat els dirigiria.
El vicecomandant d'Olds era el coronel Vermont Garrison, un as tant a la Segona Guerra Mundial com a Corea, i al desembre Olds va incorporar a Daniel James Jr. per substituir un comandant adjunt ineficaç per a les operacions, creant possiblement el triumvirat de comandament tàctic més fort i eficaç de la guerra del Vietnam. La combinació Olds-James es va anomenar popularment "Blackman and Robin". James va ser nomenat 8è Vicecomandant de TFW el juny de 1967, succeint a Garrison, que havia completat la seva gira. Olds va fer la guerra aèria sobre Vietnam del Nord en un F-4C Phantom que va sobrenomenar "Scat XXVII", d'acord amb el seu avió de combat anterior que portava el nom "Scat".

#### Matador de MiGs
Després de suggerir la idea al comandant de la Setena Força Aèria, el major general William Momyer, ell mateix un antic comandant del 8è TFW, Olds va rebre l'ordre de planificar una missió dissenyada per atraure els MiG-21 Mikoyan-Gurevich nord-vietnamites a una trampa aèria, i va resultar l'Operació Bolo".

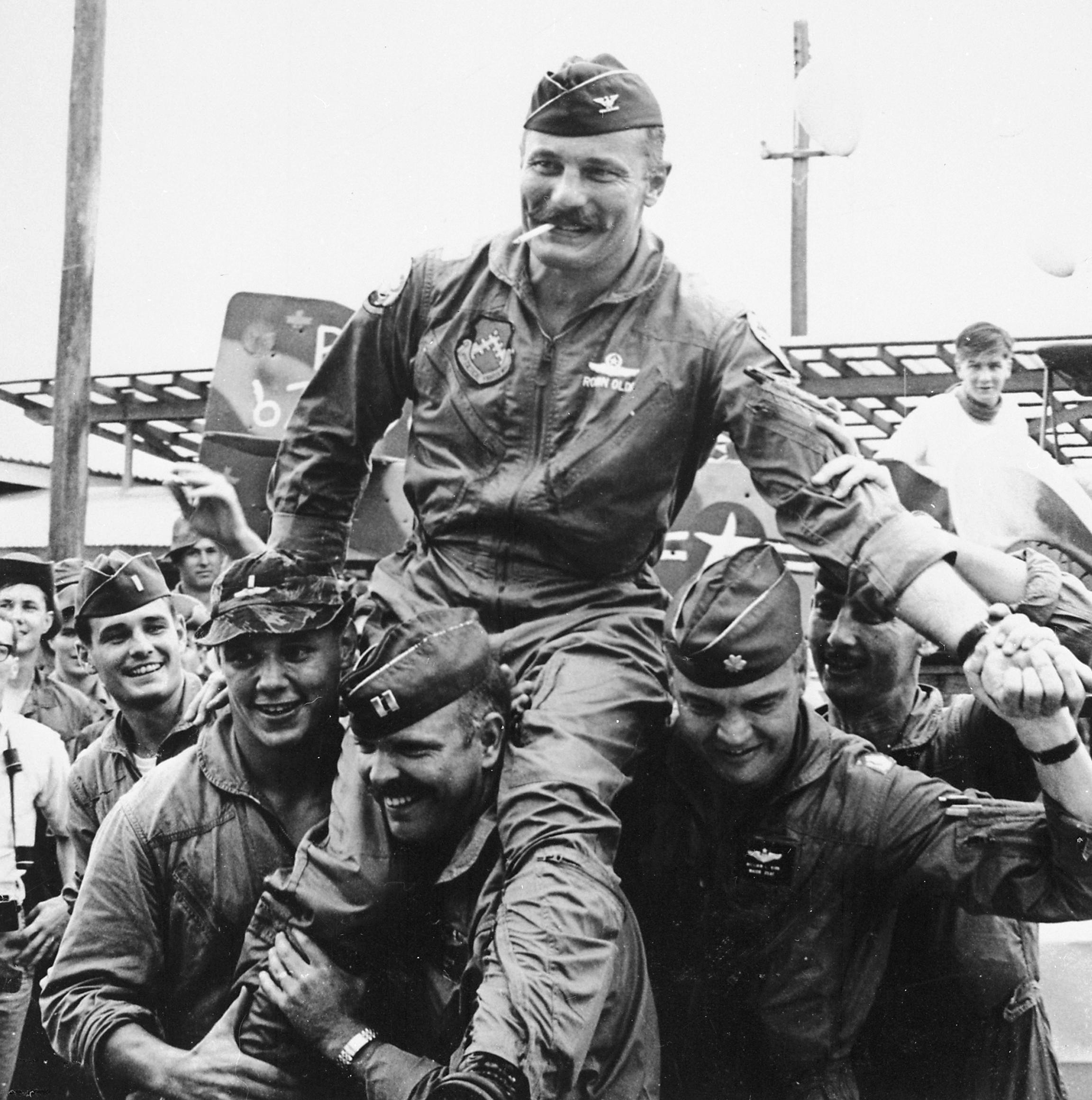

A l'octubre de 1966, la força d'atac Republic F-105 Thunderchiefs estava equipada amb càpsules de bloqueig de radar QRC-160, l'eficàcia dels quals pràcticament va acabar amb les seves pèrdues amb míssils terra-aire. Com a resultat, els atacs SAM es van traslladar als Phantoms, que estaven desprotegits a causa de l'escassetat de beines. Per protegir els F-4, les regles d'enfrontament que permetien a la Patrulla Aèria de Combat MiG escortar la força d'atac dins i fora de l'àrea objectiu es van revisar al desembre per restringir la penetració del MiGCAP al límit de la cobertura SAM. Com a resultat, les intercepcions de MiG van augmentar, principalment per MiG-21 que utilitzaven tàctiques d'impacte i fugida d'alta velocitat contra formacions F-105 carregades de bombes, i encara que només s'havien perdut dos bombarders, l'amenaça per a la força es va percebre com a greu.
El pla Bolo va raonar que, equipant els F-4 amb pods de bloqueig, utilitzant els senyals de trucada i les paraules de codi de comunicacions de les ales de l'F-105 i fent volar els seus perfils de vol pel nord-oest de Vietnam, els F-4 podrien simular eficaçment una missió de bombardeig F-105 i atreure els MiG-21 perquè interceptin Thunderchiefs no carregats de bombes, sinó Phantoms configurats per al combat aire-aire.
Després d'un intens període de planificació, manteniment i informació, la missió es va programar per a l'1 de gener de 1967. El mal temps va provocar un retard de 24 hores, però fins i tot llavors, un sòlid ennuvolat va cobrir les bases aèries de Vietnam del Nord a Phúc Yên, Gia Lam, Kép i Cat Bai quan la força d'atac falsa va començar a arribar per sobre de l'àrea objectiu, amb intervals de cinc minuts que separaven els vols dels F-4. Encapçalant el primer vol, Olds va sobrevolar la base primària del MiG-21 a Phúc Yên i estava en una segona passada quan finalment els MiG van començar a aparèixer per la base dels núvols. Tot i que al principi semblava de naturalesa aleatòria, ràpidament es va fer evident que els MiG eren interceptacions controlades a terra dissenyades per col·locar els suposats F-105 en un torn entre els enemics davant i darrere.
Els F-4 i les seves tripulacions, però, van demostrar ser iguals a la situació i van reclamar set MiG-21 destruïts, gairebé la meitat dels 16 llavors en servei amb el VPAF sense pèrdues per als avions de la USAF. El mateix Olds va enderrocar un dels set, pel qual ell i l'altra tripulació van rebre Estrelles de Plata. Les intercepcions de seguiment durant els dos dies següents per part dels MiG contra avions de reconeixement RF-4C van provocar una missió similar a menor escala el 6 de gener, amb altres dos MiG-21 abatuts. L'activitat dels caces de la VPAF es va reduir gairebé a res durant 10 setmanes després, aconseguint així l'objectiu principal de l'Operació Bolo: eliminar o disminuir l'amenaça dels MiG a les formacions d'atac.

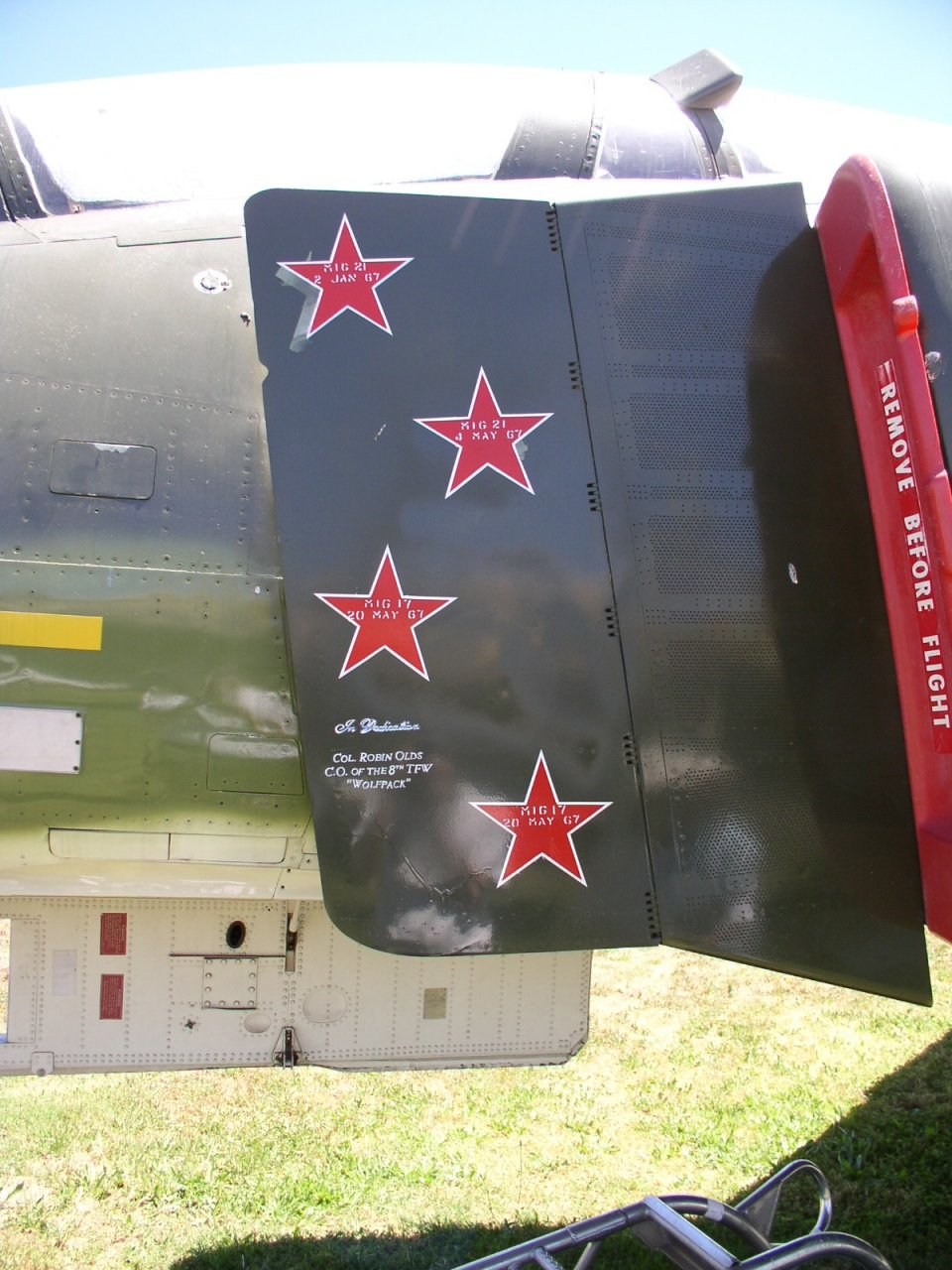
El marcador MiG d'Olds a la paleta divisora d'un McDonnell F-4C Phantom II

El 4 de maig, Olds va destruir un altre MiG-21 sobre Phúc Yên. Dues setmanes més tard, el 20 de maig, va destruir dos MiG-17 en el que un dels seus pilots va descriure com una "persecució venjativa" després d'haver abatut el seu ala durant una gran baralla de gossos, que va elevar el seu total a 16 morts confirmades (12 a la Segona Guerra Mundial i quatre al Vietnam) i fent-lo un triple as. Olds afirma que després d'abatre el seu quart MiG, va evitar intencionadament enderrocar-ne un cinquè, tot i que va tenir almenys deu oportunitats per fer-ho, perquè havia sabut a mitjans de juny que la Setena Força Aèria, a la direcció de El secretari de la Força Aèria, Harold Brown, l'alliberaria immediatament del comandament per tornar als Estats Units com a actiu publicitari si ho feia.
Va rebre una quarta Estrella de Plata per dirigir un bombardeig de baix nivell de tres avions el 30 de març de 1967 i la Creu de la Força Aèria per un atac al pont Paul Doumer a Hanoi l'11 d'agost, un dels cinc atorgats als pilots de la Força Aèria per a aquesta missió. Va volar la seva darrera missió de combat sobre Vietnam del Nord el 23 de setembre de 1967.
Les seves 259 missions de combat totals van incloure 107 a la Segona Guerra Mundial i 152 al sud-est asiàtic, 105 d'elles al Vietnam del Nord. El Scat XXVII (F-4C-24-MC 64-0829) va ser retirat del servei operatiu i exposat al Museu Nacional de la Força Aèria dels Estats Units, a la Base de la Força Aèria Wright-Patterson, Ohio.

#### El bigoti d'Olds

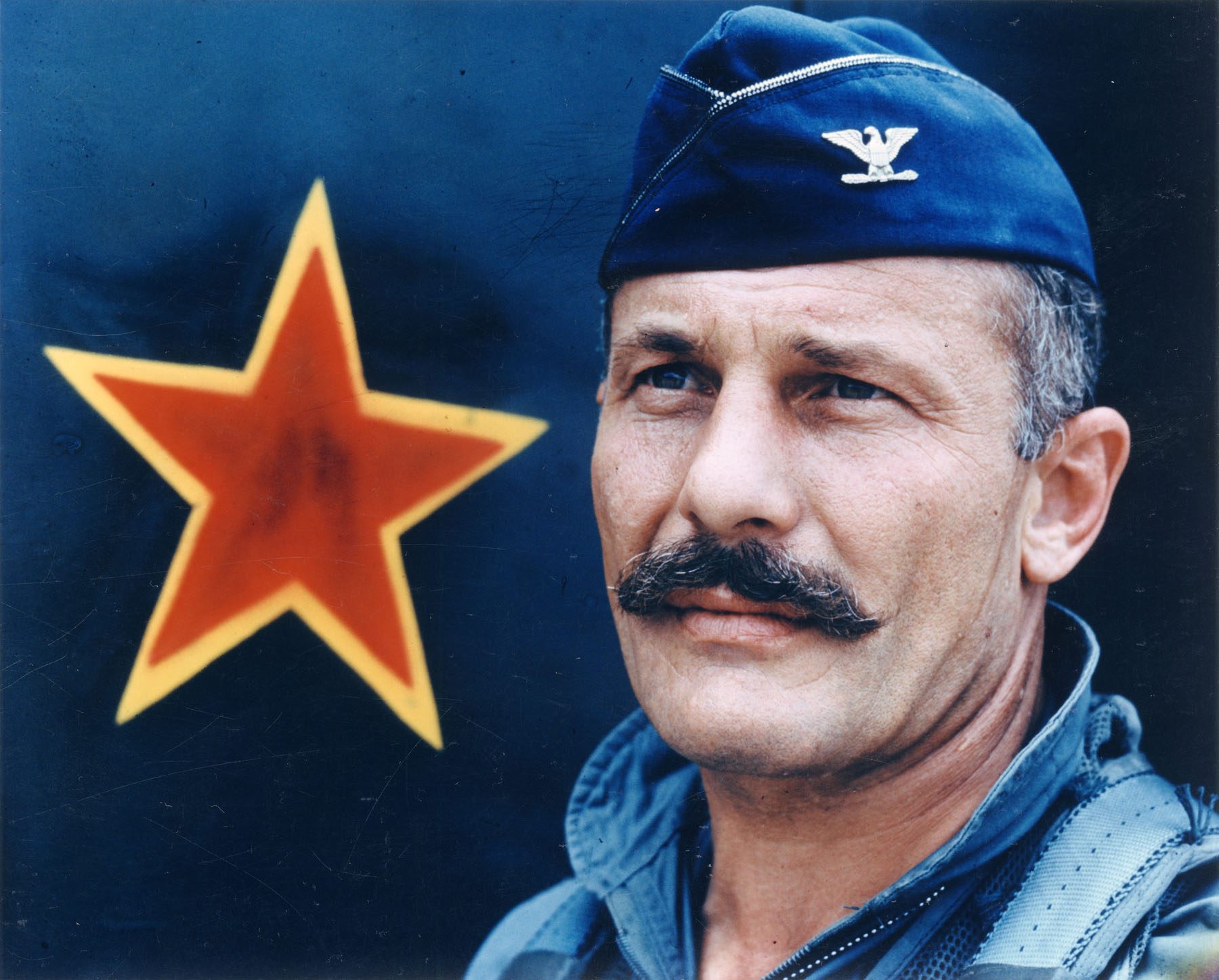
Olds durant la guerra del Vietnam amb el seu característic bigoti de manillar

Olds era conegut per un bigoti de manillar extravagantment encerat (i decididament no regulat) que lluïa al Vietnam. Era una superstició comuna entre els aviadors fer créixer un "bigoti a prova de bales", però Olds també va utilitzar el seu com "un gest de desafiament. Als nens de la base els va encantar. A la majoria de tots els hi va créixer un bigoti." Olds va començar el bigoti arran de l'èxit de l'operació Bolo i el va deixar créixer més enllà de la durada reglamentària perquè "Es va convertir en el dit mig que no podia aixecar a les fotografies de relacions públiques. El bigoti es va convertir en la meva última paraula silenciosa en les batalles verbals... amb un quarter general més alt sobre regles, objectius i lluitar contra la guerra". Tornar a casa, però, va marcar el final d'aquesta extravagant. Quan va informar a la seva primera entrevista amb el cap d'estat major de la Força Aèria, el general John P. McConnell, McConnell es va acostar a ell, es va ficar un dit sota el nas i li va dir: "Tregui-se'l". Olds va respondre: "Sí, senyor".
Per la seva banda, Olds no estava molest amb l'ordre, recordant:
| « | A dir la veritat, no m'agradava tant la maleïda cosa aleshores, però s'havia convertit en un símbol per als homes de la 8a Ala. Sabia que McConnell ho entenia. Durant les seves visites a Ubon durant l'últim any, no s'havia referit mai al meu incompliment dels estàndards militars, només semblava bastant divertit amb la varietat de bigotots que portaven moltes de les tropes. (Era) l'encàrrec més directe que havia rebut en vint-i-quatre anys de servei. | » |

L'incident amb el bigoti es reconeix com l'impuls d'una nova tradició de la Força Aèria, la "Marxa del bigoti", en la qual la tripulació, els mecànics d'avions i altres aviadors d'arreu del món es mostren solidaris mitjançant una "protesta" simbòlica, encara que de bon humor durant un mes contra les normes de pèl facial de la Força Aèria.

#### Defensor de les baralles de gossos
| « | No ens van permetre baralles de gossos. Es va prestar molt poca atenció a l'ametrallament, els bombardeigs en picat, els coets, coses com aquestes. Es pensava que era innecessari. Tot i això, cada confrontació a què s'enfrontava els Estats Units durant els anys de la Guerra Freda va ser una situació de "bombes i bales", que es va fer estrany sota un conflicte nuclear incòmode." La guerra del Vietnam "va demostrar la necessitat d'ensenyar la guerra tàctica i tenir pilots de caça. Ens va agafar sense estar preparats perquè no ens van permetre aprendre-ho ni practicar-lo a l'entrenament. | » |

Olds sovint es lamentava de la manca d'un canó intern a l'F-4C que va volar durant la seva gira a Vietnam, però no permetia que els seus caces estiguessin equipats amb les càpsules disponibles aleshores. Tot i que sabia que seria capaç d'utilitzar-los amb eficàcia, també era conscient que cap dels seus pilots estava entrenat en l'ús d'un canó o en baralles de gossos. També va raonar que l'arrossegament de la càpsula degradaria les característiques de rendiment de l'F-4, alhora que no li guanyaria cap avantatge enfront dels MiG-17 i MiG-21 més maniobrables, donaria lloc a pèrdues innecessàries en ametrallament d'objectius sense valor i reduiria el nombre. de bombes portades pels Phantoms, el lliurament de les quals era la missió principal de la 8a.
L'operació Bolo i les baralles de gossos P-38 que Olds va experimentar es van recrear mitjançant l'animació per ordinador a l'episodi "Air Ambush", de la sèrie The History Channel Dogfights, emès per primera vegada el 10 de novembre de 2006. El seu quart MiG abatut a Vietnam es va recrear a la temporada 2. episodi "No hi ha marge per a errors". Olds, llavors de 84 anys, va aparèixer com a comentarista.

### Carrera posterior al sud-est asiàtic

#### Acadèmia de la Força Aèria 1967–71

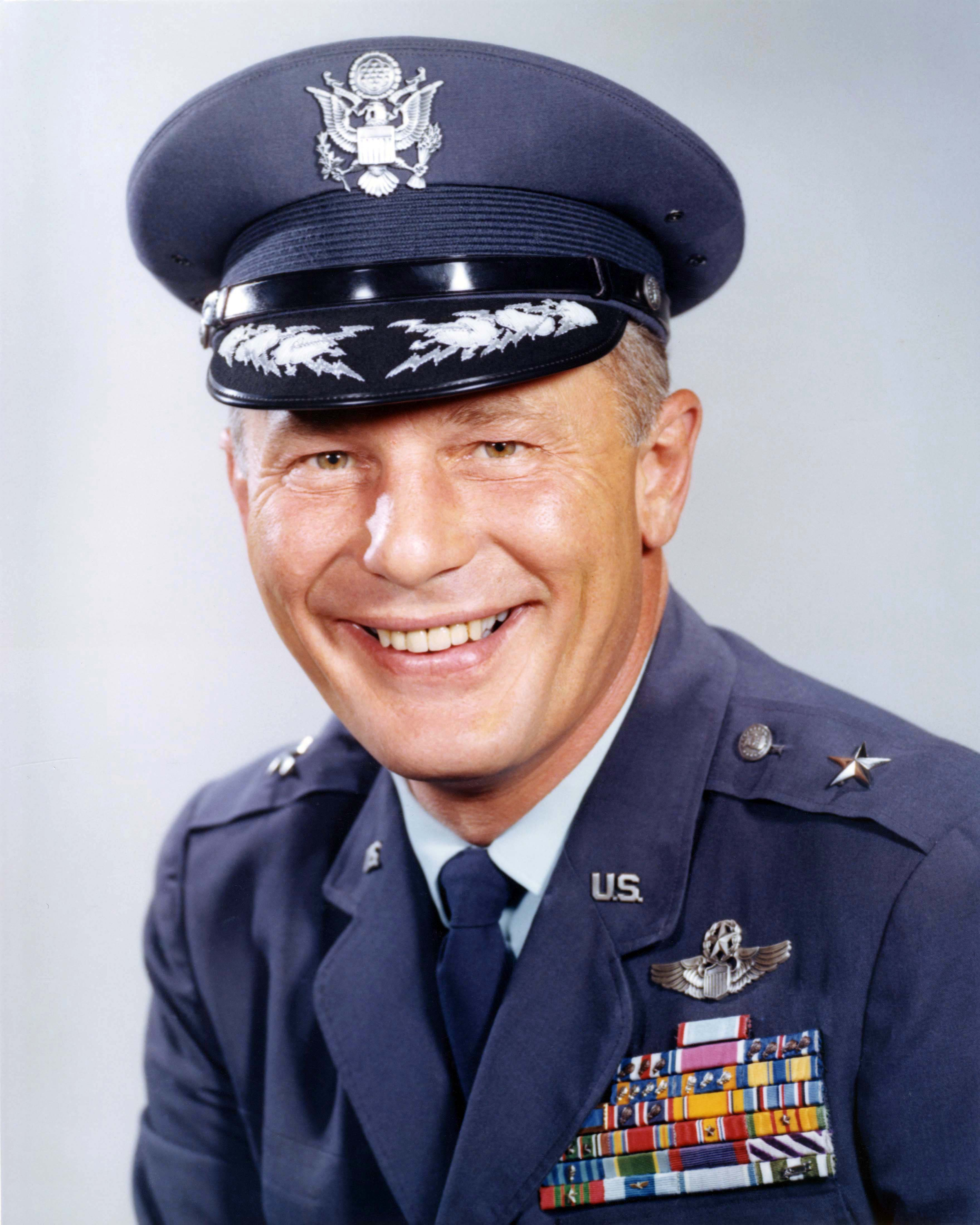
Retrat oficial del general de brigada Robin Olds com a comandant de cadets a l'Acadèmia de la Força Aèria dels Estats Units, vers.  1967–71

Després de renunciar al comandament del 8è TFW el 23 de setembre de 1967, Olds es va presentar al servei de l'Acadèmia de la Força Aèria dels Estats Units a Colorado Springs, Colorado, el desembre de 1967. Va servir com a comandant de cadets durant tres anys i va intentar restaurar la moral arran d'un gran escàndol de trampes. Olds va ser ascendit a general de brigada l'1 de juny de 1968, amb una antiguitat que data del 28 de maig.

#### Director de Seguretat Aeroespacial
El febrer de 1971 va començar la seva última tasca com a director de seguretat aeroespacial a l'Oficina de l'Inspector General, Quarter General de la USAF, i després de desembre de 1971 com a part del Centre d'Inspecció i Seguretat de la Força Aèria, una agència operativa separada recentment activada situada a  la base de Norton, Califòrnia. Olds va supervisar la creació de polítiques, estàndards i procediments per als programes de prevenció d'accidents de la Força Aèria i es va ocupar de l'educació en seguretat laboral, investigació i anàlisi d'accidents laborals i inspeccions de seguretat.

#### 1971 gira de l'inspector general i 1973 jubilació
L'inspector general de la Força Aèria i company de classe de West Point d'Olds, el tinent general Louis L. Wilson Jr., va enviar Olds al sud-est asiàtic a la tardor de 1971 per determinar l'estat de preparació dels pilots de la Força Aèria. Olds va recórrer les bases de la USAF a Tailàndia (volant diverses missions de combat no autoritzades en el procés) i va fer una avaluació contundent. Pilots de la Força Aèria, va informar al Cap d'Estat Major de la Força Aèria, el general John D. Ryan (un antic general del SAC i pilot de bombarders sovint en desacord amb la comunitat de caces tàctics), "... no van poder sortir d'un bossa de paper humida", a causa d'una manca d'interès sistèmica de la USAF en l'entrenament de combat aire-aire per a les tripulacions de caces. Va advertir que les pèrdues serien greus en qualsevol represa del combat aeri. Olds va recordar que Ryan va expressar la seva sorpresa per aquesta valoració i va reflectir el seu desacord.
Quan la campanya de bombardeig de l'operació Linebacker va començar el maig de 1972, els avions de caça nord-americans van tornar a l'atac als cels del Vietnam del Nord per primera vegada en gairebé quatre anys. Els caces de la Marina i el Cos de Marines, que van obtenir els beneficis del seu programa TOPGUN, van tenir immediatament un èxit considerable. En canvi al juny, tal com havia predit Olds, la comunitat de caces de la Força Aèria lluitava amb una proporció de morts-pèrdues de gairebé 1:1. Al nou inspector general, el tinent general Ernest C. Hardin Jr., Olds li va oferir una reducció voluntària de rang a coronel perquè pogués tornar al comandament operatiu i arreglar la situació. Olds va decidir abandonar la Força Aèria quan l'oferta va ser rebutjada (se li van oferir una altra gira d'inspecció) i es va retirar l'1 de juny de 1973.

### Vida personal
Olds va ser breument un germanastre de l'autor Gore Vidal després que el pare d'Olds es va casar per quarta vegada el juny de 1942, amb Nina Gore Auchincloss. El seu pare va morir de pneumònia el 28 d'abril de 1943, després de l'hospitalització per pericarditis constrictiva i endocarditis de Libman-Sacks, als 46 anys, just abans de la graduació d'Olds a West Point.

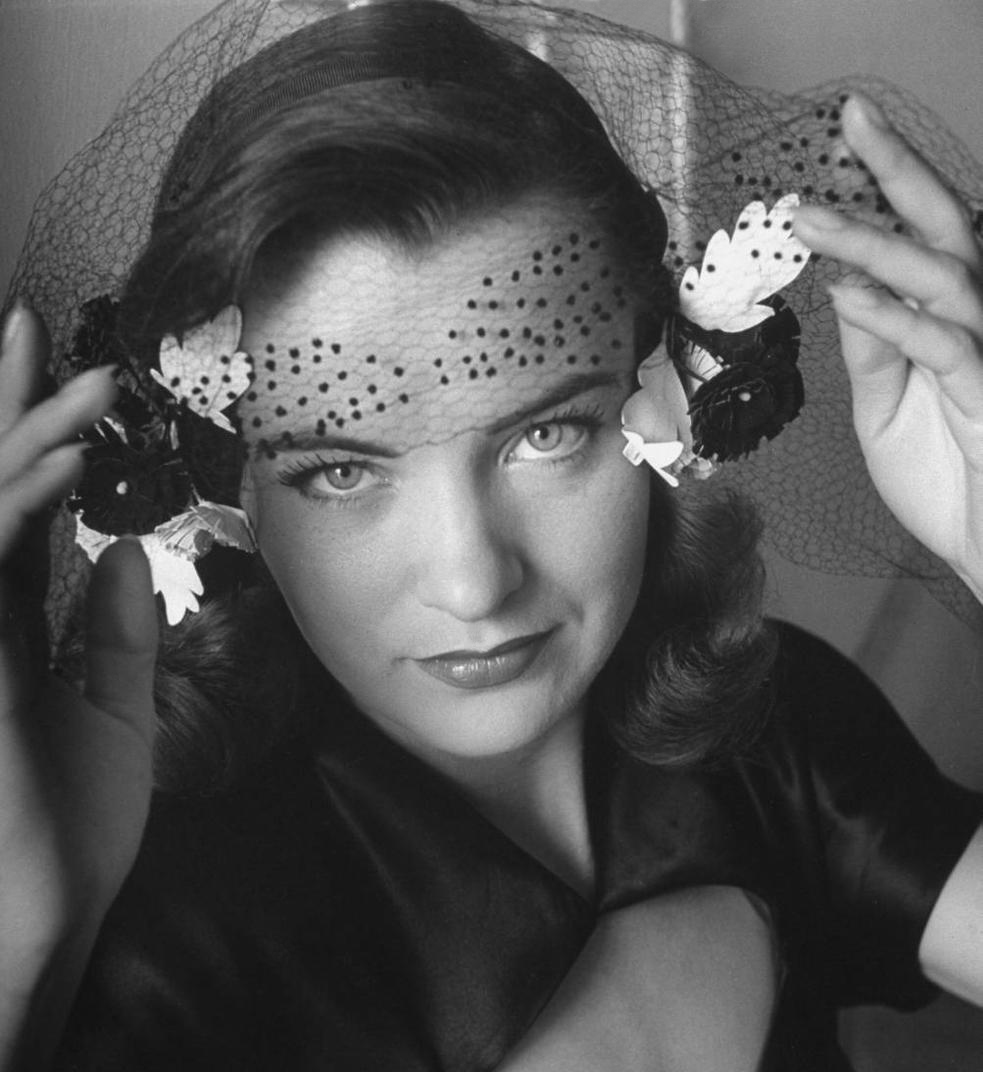
La primera dona d'Olds, l'actriu Ella Raines

El 1946, mentre estava a March Field, Olds va conèixer l'actriu de Hollywood (i "pin-up girl") Ella Raines en una cita a cegues a Palm Springs. Es van casar a Beverly Hills el 6 de febrer de 1947 i van tenir:
- Christina Eloise Olds (1952), antigament casada amb Eric Newman amb qui té una filla, Jennifer Olds Newman;
- Susan Bird Scott-Risner (nascuda Olds; 1953–2018), estava casada amb David Scott-Risner. El seu marit té tres fills d'una relació anterior;[103]
- Robert Ernest Olds, que va néixer mort l'any 1958.[65]

La major part del seu matrimoni de 29 anys, marcat per freqüents separacions prolongades i tornades a casa difícils, va ser turbulent a causa d'un xoc d'estils de vida, particularment la seva negativa a viure mai en un habitatge governamental a la base. Robin Olds i Ella Raines es van separar el 1975 i es van divorciar el 1976. Robin es va casar amb Abigail Morgan Sellers Barnett el gener de 1978, i es van divorciar després de quinze anys de matrimoni.
En la seva jubilació a Steamboat Springs , Colorado, Olds va seguir el seu amor per l'esquí i va formar part de la comissió de planificació de la ciutat. Va ser actiu parlant en públic, fent 21 esdeveniments tan tard a la seva vida com el 2005 i 13 el 2006.
L'afició de Olds per l'alcohol era ben coneguda. John Darrell Sherwood, al seu llibre 
Olds' fondness for alcohol was well known. John Darrell Sherwood, in his book Fast Movers: Jet Pilots and the Vietnam Experience, postula que el consum d'alcohol d'Olds va perjudicar la seva carrera post-Vietnam. El 12 de juliol de 2001, Olds va ser arrestat per conduir sota els efectes de l'alcohol i resistir-se a l'arrest a prop de la seva casa a Steamboat Springs. Olds, hospitalitzat breument durant l'incident per talls facials, es va declarar culpable a canvi dels càrrecs de teixir i eludir vehicles delictius. Olds va ser posat en llibertat condicional d'un any i va ser condemnat a pagar gairebé 900 dòlars en multes i costos, assistir a un curs d'educació sobre l'alcohol i realitzar 72 hores de servei comunitari.
Dies més tard, el 21 de juliol de 2001, Olds va ser consagrat a Dayton, Ohio , a la Classe del Saló de la Fama de l'Aviació Nacional de 2001, juntament amb el pilot de proves Joe H. Engle, els asos del Cos de Marines Marion E. Carl i Albert Lee Ueltschi. Es va convertir en l'única persona consagrat tant al National Aviation Hall of Fame com al College Football Hall of Fame.

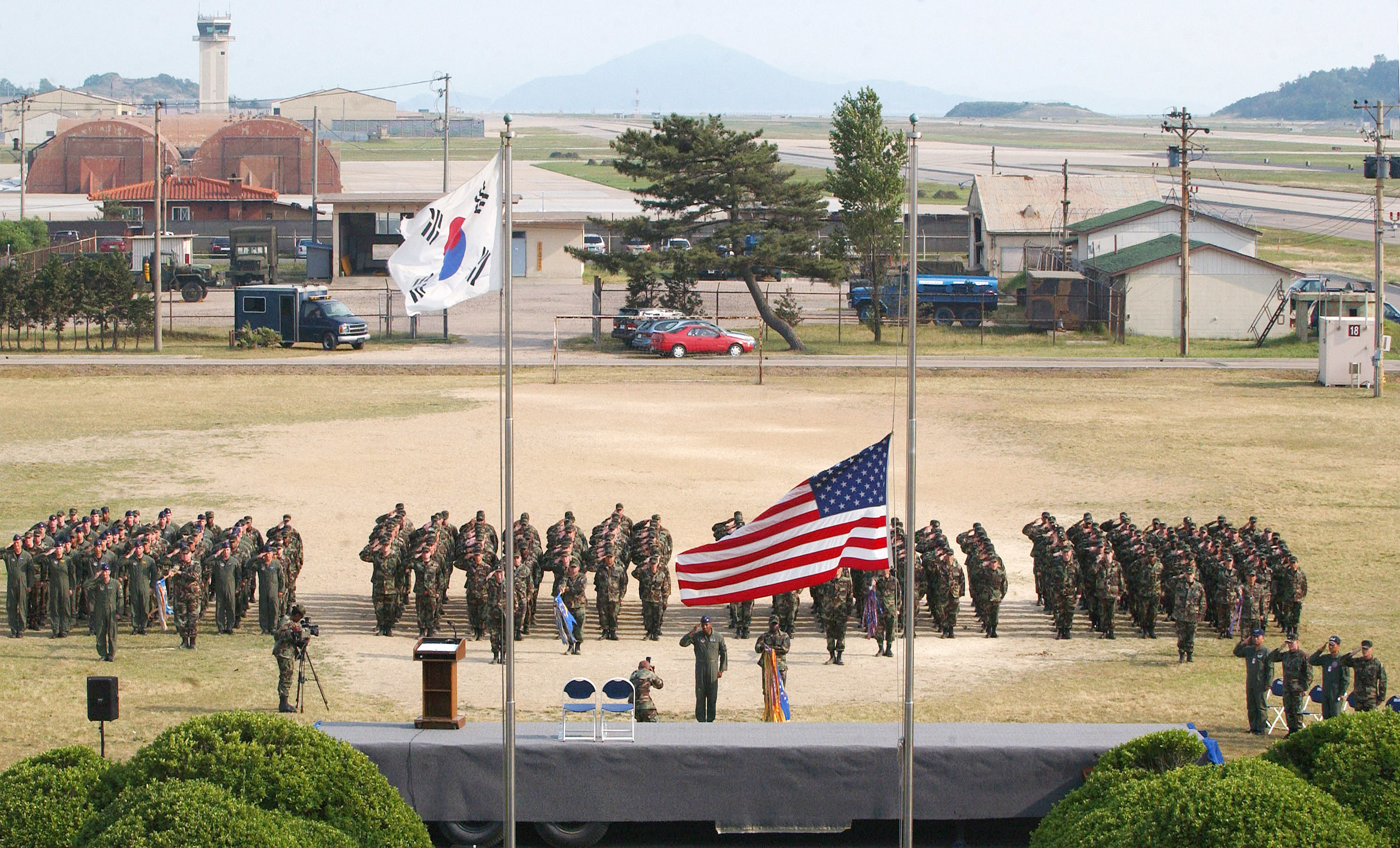
Acte de commemoració de la 8th Fighter Wing a la base aèria de Kunsan el 19 de juny de 2007, per honrar la memòria d'Olds

### Mort
El març de 2007, Olds va ser hospitalitzat a Colorado per complicacions del càncer de pròstata en fase 4. La nit del 14 de juny de 2007 va morir per una insuficiència cardíaca congestiva a Steamboat Springs, Colorado, un mes abans del seu 85è aniversari. El 30 de juny de 2007 va ser honrat amb una passada i serveis a l'Acadèmia de la Força Aèria dels Estats Units, on es troben les seves cendres.
Olds és recordat com l'exemplar de classe de la classe de l'Acadèmia de 2011, que havia començat l'entrenament bàsic de cadets, el primer pas per convertir-se en oficials de la Força Aèria, dos dies abans del funeral d'Olds.

## Dates efectives de promoció

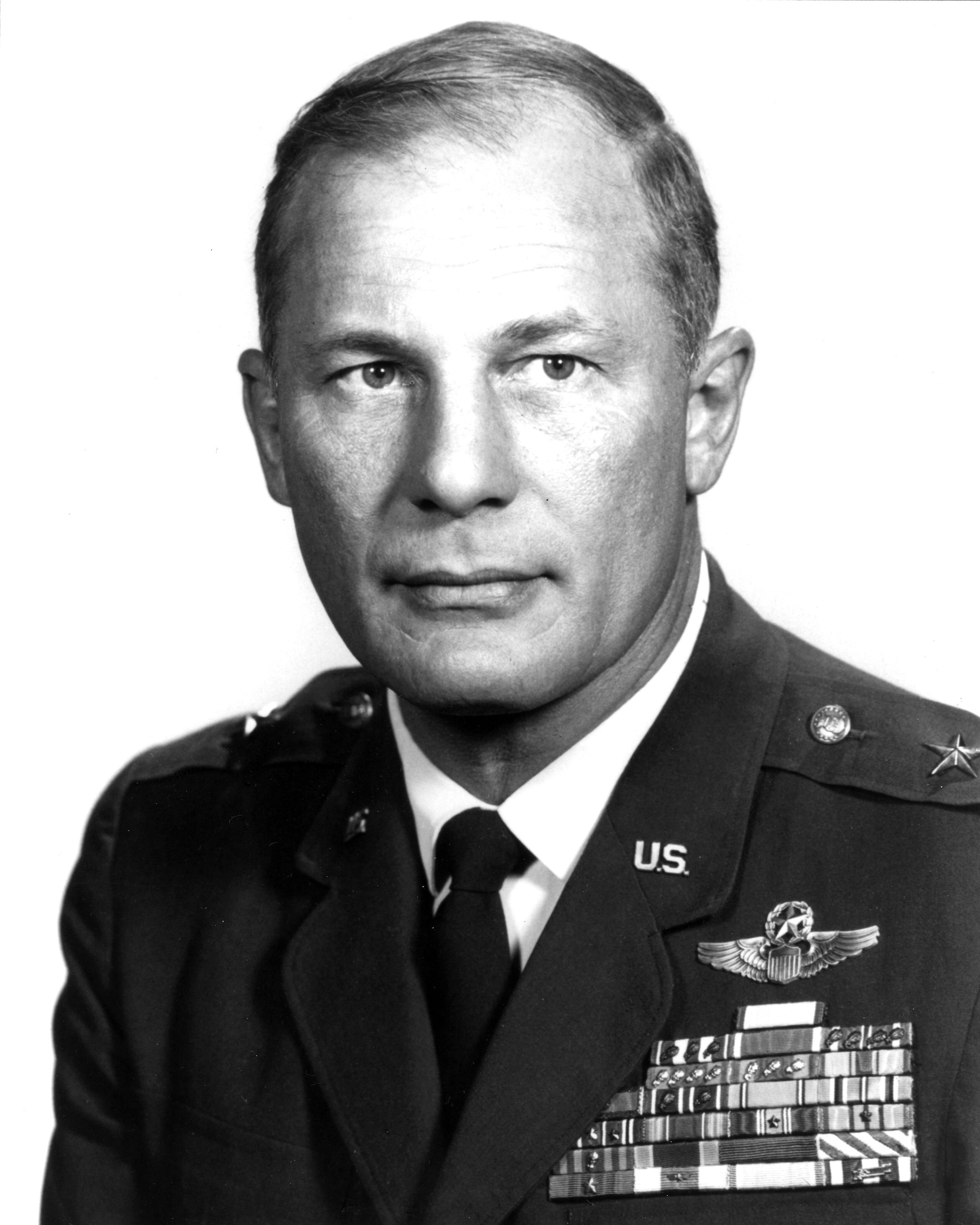
Retrat oficial de Robin Olds de la USAF

| Rang               | Data                  |
| ------------------ | --------------------- |
| Tinent de Segona   | 1 de juny de 1943     |
| Tinent de Primera  | 1 de desembre de 1943 |
| Capità             | 24 de juliol de 1944  |
| Major              | 9 de febrer de 1945   |
| Tinent Coronel     | 20 de febrer de 1951  |
| Coronel            | 15 d'abril de 1953    |
| General de brigada | 1 de juny de 1968     |

## Premis i condecoracions
Les cintes de Robin Olds tal com lluïen en el moment de la jubilació.
| | | |
| Plantilla:Ribbon devices/alt | Bronze oak leaf cluster · Plantilla:Ribbon devices/alt                                                         | Bronze oak leaf cluster · Bronze oak leaf cluster · Bronze oak leaf cluster · Plantilla:Ribbon devices/alt                           |
| Plantilla:Ribbon devices/alt | V · Silver oak leaf cluster · Plantilla:Ribbon devices/alt                                                     | Silver oak leaf cluster · Silver oak leaf cluster · Silver oak leaf cluster · Silver oak leaf cluster · Plantilla:Ribbon devices/alt |
| Silver oak leaf cluster · Silver oak leaf cluster · Silver oak leaf cluster · Bronze oak leaf cluster · Plantilla:Ribbon devices/alt | Bronze oak leaf cluster · Plantilla:Ribbon devices/alt                                                         | Plantilla:Ribbon devices/alt |
| Bronze oak leaf cluster · Bronze oak leaf cluster · Bronze oak leaf cluster · Bronze oak leaf cluster · Plantilla:Ribbon devices/alt | V · Bronze oak leaf cluster · Bronze oak leaf cluster · Bronze oak leaf cluster · Plantilla:Ribbon devices/alt | Plantilla:Ribbon devices/alt |
| Plantilla:Ribbon devices/alt | Plantilla:Ribbon devices/alt                                                                                   | Silver star · Bronze star · Plantilla:Ribbon devices/alt                                                                             |
| Plantilla:Ribbon devices/alt | Bronze star · Plantilla:Ribbon devices/alt                                                                     | Bronze star · Bronze star · Plantilla:Ribbon devices/alt                                                                             |
| Silver oak leaf cluster · Bronze oak leaf cluster · Plantilla:Ribbon devices/alt                                                     | Plantilla:Ribbon devices/alt                                                                                   | Plantilla:Ribbon devices/alt |
| Plantilla:Ribbon devices/alt | Plantilla:Ribbon devices/alt                                                                                   | Plantilla:Ribbon devices/alt |
| Plantilla:Ribbon devices/alt | Plantilla:Ribbon devices/alt                                                                                   | Plantilla:Ribbon devices/alt |

| Insígnia de pilot de comandament de la Força Aèria dels Estats Units                                                     |                                                                                                | |
| Creu de les Forces Aèries                                                                                                | Medalla del Servei Distingit a les Forces Aèries amb un manat de Fulles de Roure               | Estrella de Plata amb tres manats de Fulles de Roure                                                     |
| Legió del Mèrit | Creu dels Vols Distingits amb Distintiu al Valor i manat de Fulles de Roure en plata           | Medalla de l'Aire amb quatre manats de Fulles de Roure                                                   |
| Medalla de l'Aire amb tres manats de Fulles de Roure en plata i un en bronze (segon galó requerit per qüestions d'espai) | Medalla de l'Aire amb un manat de Fulles de Roure (tercer galó requerit per qüestions d'espai) | Medalla de la Menció Encomiable a la Força Aèria                                                         |
| Distinció Presidencial d'Unitat de la Força Aèria amb quatre manats de Fulles de Roure                                   | Insígnia d'Unitat Aèria Destacada amb Distintiu al Valor i tres manats de Fulles de roure      | Insígnia d'Unitat Aèria Destacada (segon galó requerit per qüestions d'espai)                            |
| Medalla del Servei de Defensa Americana                                                                                  | Medalla de la Campanya Americana                                                               | Medalla de la Campanya Europea, Africana i de l'Orient Mitjà amb estrelles de campanya en plata i bronze |
| Medalla de la Victòria a la II Guerra Mundial (Estats Units)                                                             | Medalla del Servei a la Defensa Nacional amb una estrella de servei                            | Medalla del Servei al Vietnam amb dues estrelles de campanya                                             |
| Cinta de permanència en les Forces Aèries amb un manat de fulles de roure en plata i un en bronze                        | Galó d'expert en armes petites                                                                 | Creu dels Vols Distingits (Regne Unit)                                                                   |
| Creu de Guerra 1939-1945 amb estrella de plata (França)                                                                  | Orde vietnamita del Servei Distingit a la Força Aèria (2nd Class)                              | Creu de la Valentia Aèria amb ales d'or (Vietnam)                                                        |
| Medalla al servei aeri en classe Honor (Vietnam)                                                                         | Citació d'Unitat de la Creu a la Valentia (Vietnam)                                            | Medalla de Campanya de Vietnam                                                                           |